# 仙台駅のバス乗り場

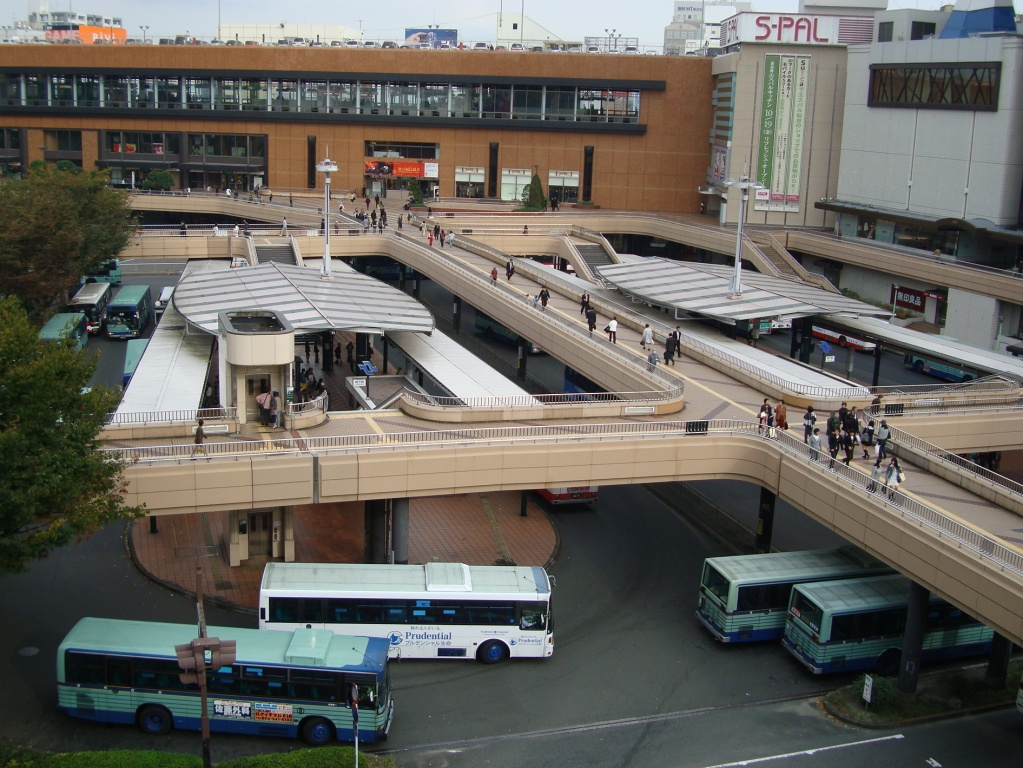
西口バスプール

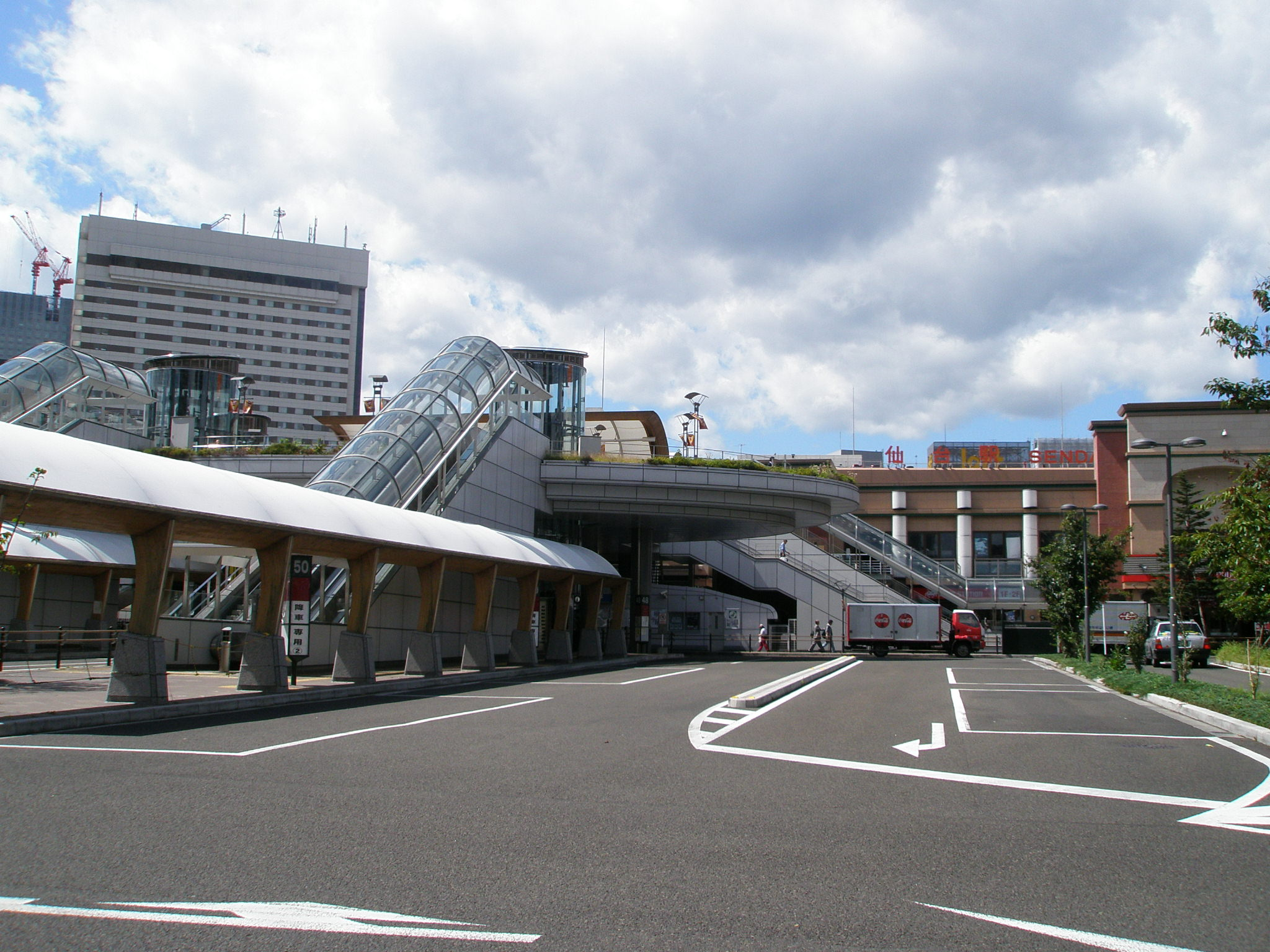
東口バスプール

仙台駅のバス乗り場では、宮城県仙台市青葉区および宮城野区にある仙台駅周辺の路線バス・高速バスの乗り場について説明する。

## 概要

### 主な概説
バス停留所は、東日本旅客鉄道（JR東日本）仙台駅駅舎の西側（青葉区中央）と東側（宮城野区榴岡）に大きく分かれる。利用者の識別を容易にするため、行灯式ポールでは会社を識別するカラー（市バス：緑、宮城交通（ミヤコーバスを含む）：赤、JRバス東北：青、東日本急行：黒）が施されている。
地下に仙台市地下鉄南北線仙台駅およびJR仙石線あおば通駅があるJR仙台駅駅舎西側（JR仙台駅西口）には、仙台駅前という名称のバス停が多くある。なおその他、アエル前の仙台駅北口も仙台駅前の扱いで設置されている。ここに一般路線バスは仙台市営バス・宮城交通・愛子観光バスの各社が仙台駅西口バスプール、旧仙台ホテル前、荘銀ビル（荘内銀行仙台支店）前（あおば通駅入口そば）を中心に発着している。高速バスは、共同運行会社を含むミヤコーグループの大部分が、仙台駅からやや北方向に離れた広瀬通に面する宮交高速バスセンター（東京建物仙台ビル1F）から発着する。
地下にJR仙石線仙台駅があるJR仙台駅駅舎東側（JR仙台駅東口）には、仙台駅東口という名称のバス停がある。仙台駅東口バスプールの発着となり、一般路線バスは2015年12月までは本数が非常に少ないながら仙台市営バスのみ設定されていた。高速バスはJRバス東北の多くが発着している（JRバス東北が運行担当する高速バスのうち、宮城交通との共同便は宮交高速バスセンター発着となるため、東口発着便は、単独運行便か、県外他社との共同便がほとんど）。

### バスプール再編計画
2015年12月の仙台市地下鉄東西線開業にあわせて、仙台駅西口のバスプール・バスのりば再編が行われた。
これにより、青葉通等にある降車場が駅前通へ移設・集約化され、旧仙台駅前降車場はあおば通駅停留所となった。また、高速バスのりばの再編や、観光・送迎バスの東口移設も併せて行われた。2020年1月30日には、西口バスターミナルの南町通側にバスアイランドが1つ新設された。

## 歴史
- 1951年（昭和26年）6月：仙北鉄道バス仙台駐在所開設（現在の宮城交通高速バス総合案内所、広瀬通）[注 1]。
- 1976年（昭和51年）3月31日：グリーンバス運行に際し、仙台駅北口バス停設置（旧第一ビル前。現在の仙台マークワン前）。
- 1981年（昭和56年）6月10日：仙台駅西口バスプール供用開始。
- 2000年（平成12年）4月：中央循環線廃止により仙台駅北口バス停廃止。
- 2008年（平成20年）4月1日：アエル前に仙台駅北口バス停再設置。
- 2009年（平成21年）
  - 7月4日：仙台駅西口バスプール等を拡張出来るかどうかを判定するため、南町通り[注 2]の仙台駅前交差点からバスプール前交差点の区間を閉鎖する社会実験をこの日より同年7月10日まで実施[2]。
  - 10月6日：東京建物仙台ビルに「宮交仙台高速バスセンター」オープン（旧・宮城交通高速バス総合案内所）[3]。
- 2014年（平成26年）7月1日：観光・送迎バスプールが西口から東口へ移転[4]。
- 2015年（平成27年）12月6日：地下鉄東西線開業により、乗り場の変更や降車場の新設、番号の変更を実施[5]。
- 2020年（令和2年）1月30日：仙台駅駅前広場再整備事業に伴う西口バスターミナルの拡張工事により、新しい交通島の供用を開始。また、一部乗り場の変更を実施[6][7]。
- 2023年（令和5年）
  - 4月1日：仙台駅西口駅前広場再整備事業が完了。これに伴いバス乗り場の一部変更を実施[8]。
  - 6月2日：仙台駅東口に「ヨドバシ仙台第一ビルバスターミナル」が開業[9]。従来「さくらバスターミナル」および東北福祉大前を使用していた路線が発着する[10]。

## 仙台駅前（西口）

### 仙台駅西口バスターミナル
南側の交通島（1番 - 8番のりば）には宮城交通の、中央の交通島（9番 - 16番のりば）には仙台市営バスの案内所がそれぞれある。
| のりば | バス会社     | 行き先 |
| ------ | ------------ | --- |
| 1      | JRバス東北   | （高速）古川 |
| 2      | 宮城交通     | 県庁市役所経由 / 上杉通経由宮城大学・泉アウトレット 県庁市役所・北山トンネル経由 / 上杉通経由JCHO仙台病院・泉アウトレット 北山トンネル・桜ヶ丘加茂経由泉中央駅 |
| 3      | 宮城交通     | 市役所経由 / 上杉通経由宮城学院 仙台都心循環バスまちのり『チョコット』withラプラス |
| 4      | 宮城交通     | 東勝山団地 / 黒松団地入口経由虹の丘団地 虹の丘・みずほ台経由泉中央駅 |
| 5      | 仙台市営バス | [308]卸町二丁目経由志波町・霞の目（営） [320]連坊経由薬師堂駅 [X320]連坊経由薬師堂駅・霞の目（営） [411]荒町・若林区役所経由薬師堂駅 [450]荒町・若林区役所経由遠見塚・霞の目 [470]荒町・若林区役所経由古城三丁目・霞の目(営) [500]若林小学校経由井土浜・中野 [506]若林小学校経由六郷小学校前 [512]若林小学校経由長屋敷・藤田・荒井駅 [516]若林小学校経由三本塚・藤田・荒井駅 [535]若林小学校経由沖野 [540]若林小・上飯田・日辺経由今泉神社・東高校入口 [545]若林小・上飯田経由竹野花 [560]若林小学校・南小泉二東経由薬師堂駅 |
| 6      | 宮城交通     | 泉ヶ丘 / パルタウン大富経由富谷営業所 向陽台団地 明石台団地 運転免許センター経由松陵ニュータウン 運転免許センター経由 / 住宅前経由鶴が丘ニュータウン 新富谷ガーデンシティ |
| 6      | 仙台市営バス | [160]県庁市役所経由黒松二丁目・八乙女駅 [161]県庁市役所・虹の丘団地入口経由八乙女駅 |
| 7      | 宮城交通     | 西多賀経由山田自由ヶ丘 日本平 仙台南ニュータウン ライフタウン名取 |
| 8      | 宮城交通     | 長町南駅経由秋保温泉 （快速）秋保温泉・秋保大滝（土休日のみ。冬季運休） 市立病院入口経由飯田団地 川崎 尚絅学院大学 鹿野・鈎取ニュータウン経由八木山南団地 |
| 9      | 仙台市営バス | [730]広瀬通・二高県美術館経由交通公園・川内（営） [739]広瀬通・二高県美術館・交通公園経由交通公園循環 [899]東北大学病院経由子平町 → 北山循環 [890]東北大学病院経由子平町 [999]県庁市役所・輪王寺前経由北山 → 子平町循環 [990]県庁市役所・輪王寺前経由子平町 |
| 10     | 仙台市営バス | [760]西道路・西花苑・折立小学校経由茂庭台 [761]西道路経由折立・西花苑 [765]西道路（直通）経由茂庭台 [766]西道路（直通）経由茂庭台・生出市民センター [770]西道路・折立・栗生経由錦ケ丘 |
| 11     | 仙台市営バス | [701]霊屋橋経由八木山動物公園駅 [704]霊屋橋経由八木山動物公園駅・緑ケ丘三丁目 [706]霊屋橋経由八木山動物公園駅・八木山南・西高校 [601]愛宕大橋経由八木山動物公園駅 [610]愛宕大橋経由野草園 [X610]愛宕大橋・野草園経由東北工大長町キャンパス・長町（営） [620]愛宕大橋・三桜高校・長町八丁目経由長町（営） [628]（急行）東北工大長町キャンパス |
| 12     | 宮城交通     | 八木山動物公園駅経由長町駅東口・市立病院、山田自由ヶ丘車庫、仙台南ニュータウン 松が丘経由長町駅東口 |
| 13     | 仙台市営バス | [870]東北大学病院経由貝ケ森・国見ケ丘 [X870]東北大学病院・貝ケ森経由国見ケ丘・中山台・実沢（営） [875]東北大学病院・貝ケ森一経由国見ケ丘・中山台・実沢（営） [876]東北大学病院・貝ケ森一経由国見ケ丘・中山台・泉ビレジ [877]貝ケ森一丁目直通経由青陵校 [878](急行)青陵校 [880]東北大学病院経由南吉成・国見ケ丘一丁目 [X880]東北大学病院経由南吉成・中山台・実沢（営） [888]東北大学病院・国見小学校経由葛岡墓園（日祝運行）                                                                                                  |
| 14     | 仙台市営バス | [840]東北大学病院・愛子・熊ケ根駅経由作並温泉 [X840]東北大学病院・愛子経由白沢車庫 [843]東北大学病院・愛子・白沢車庫経由熊ヶ根関 [844]大学病院・愛子・宇治沢経由定義 [845]大学病院・愛子・大倉ふるさとセンター経由定義 [846]大学病院・愛子・ダム西サイド経由定義 [850]東北大学病院経由みやぎ台・大國神社 [855]東北大学病院経由赤坂・畑前北 [856]東北大学病院経由赤坂三丁目 [860]東北大学病院経由折立・西花苑 [861]東北大学病院・葛岡駅経由折立・西花苑 [866]東北大学病院・折立経由茂庭台・生出市民センター                   |
| 15     | 仙台市営バス | [830]東北大学病院・尚絅学院・宮城一高経由交通公園・川内（営） [839]東北大学病院・尚絅学院・宮城一高経由交通公園循環 |
| 16     | 仙台市営バス | るーぷる仙台 |
| 17     | 仙台市営バス | [800]山手町経由桜ケ丘七丁目 [900]北仙台経由桜ケ丘七丁目 [901]北仙台・桜ケ丘六丁目経由宮城学院 [902]北仙台・桜ケ丘五丁目・川平団地経由桜ケ丘・北中山・実沢（営） |
| 18     | 仙台市営バス | [785]（快速）西道路・川平団地経由北中山・西中山 [X785]（快速）西道路・川平団地経由北中山・実沢（営） [815]山手町・中山経由北中山・西中山 [825]北山トンネル・中山経由北中山・西中山 [904]川平小学校入口経由長命ヶ丘 [905]北仙台・川平団地経由北中山・西中山 [908](急行)明成高校 [923]北山トンネル・川平団地経由長命ケ丘 [925]北山トンネル・川平団地経由北中山・西中山 [926]北山トンネル・川平団地経由北中山二丁目・実沢(営)                                                                                                   |
| 19     | 仙台市営バス | [780]（快速）西道路・中山吉成経由泉ビレジ・実沢（営） [X817]山手町・中山・川平団地経由西勝山・実沢（営） [821]北山トンネル・中山・泉ビレジ経由住吉台東・根白石 [810]山手町・中山・聖和短大経由泉ビレジ [910]北仙台・中山・聖和短大経由泉ビレジ [X910]北仙台・中山・聖和短大経由泉ビレジ・実沢（営） [911]北仙台・中山経由聖和短大・実沢（営） [917][地]北仙台駅・中山経由西勝山 [X917][地]北仙台駅・中山・川平団地経由西勝山・実沢（営） [918][地]北仙台駅経由青陵校・貝ケ森一丁目                                           |

以前は、8番ポールの隣に飯田団地行き専用の8-2ポールが設置されていたが、2015年の再編時に8番ポールに集約され撤去された。
15-2は、エアポート・リムジンバス乗車専用として利用されていたが、2007年3月18日の路線廃止に伴い一旦欠番となり、その後の2015年12月6日に復活した。代わってるーぷる仙台で使用していた15-3が廃止され、16へ異動となった。併せて、これまでの15番ポールに枝番がつけられて15-1とされた。これにより、15番のりばそのものは一時的になくなったが、2018年4月1日のダイヤ改正で15-2番のりばが廃止されたことに伴い、15-1番のりばが15番に改称されている。
2023年4月1日、仙台駅西口駅前広場再整備事業の完了に伴い、旧13番 - 15番を17番 - 19番に改称し、元々の13番 - 15番のりばの使用を再開した。

### 旧エデン前（青葉通）
| のりば | バス会社              | 行き先                                                   |
| ------ | --------------------- | -------------------------------------------------------- |
| 20     | 宮城交通 ミヤコーバス | 降車専用                                                 |
| 21     | ミヤコーバス          | （特急）石巻・石巻専修大学                               |
| 22     | 宮城交通 山交バス     | （特急）山形                                             |
| 22     | 東北急行バス          | （ニュースター号・ホリデースター号）東京・東京テレポート |
| 23     | 山交バス              | （特急48ライナー）村山・新庄 （特急）上山                |
| 24     | ミヤコーバス          | （特急）古川 （特急）鳴子 （特急）加美 （特急）大衡      |

25番ポールは廃止。27 - 29は、2015年の再編で60番台に変更（29-2は60番に変更。旧29-2は、かつて26番として使用され、欠番となった場所に設置されていた）。

### 仙台ロフト南側（南町通）
| のりば | バス会社     | 行き先 |
| ------ | ------------ | --- |
| 27     | 仙台市営バス | [110]県庁市役所・中江・二の森経由東仙台営業所 [120]県庁市役所・ガス局経由鶴ケ谷七丁目 [X120]県庁市役所・ガス局経由鶴ケ谷七丁目・東仙台営業所 [A120]県庁市役所・ガス局経由鶴ケ谷七丁目・旭ケ丘駅 [140]県庁市役所・南光台入口経由旭ケ丘駅 [220]原町・ガス局経由鶴ケ谷七丁目 [X220]原町・ガス局経由鶴ケ谷七丁目・東仙台営業所 [A220]原町・ガス局経由鶴ケ谷七丁目・旭ケ丘駅 |
| 28     | 仙台市営バス | [130]県庁市役所経由高松・安養寺二丁目 [X130]県庁市役所経由高松・安養寺二丁目・東仙台（営） [D130]県庁市役所経由高松・安養寺二丁目・台原駅 [135]県庁市役所・幸町一丁目経由安養寺二丁目・台原駅 [159]県庁市役所・台原駅経由瞑想の松循環 [240]宮町・南光台入口経由旭ケ丘駅 [250]宮町・小松島三丁目経由台原駅 [259]宮町・台原駅経由瞑想の松循環                             |

この場所には、以前（旧）17番 - 19番のりばが設置されていたが、地下鉄東西線工事のため、2007年11月20日より本来の南町通沿いのロフト南側から愛宕上杉通沿いのロフト西側に移動。2018年頃まではスペースの関係で17番のりばと19番のりばのポールが同じとなっていた。2007年時点では地下鉄東西線開業と同時に南町通に戻す計画であったが、2019年4月1日には新たに27番・28番のりばが設置され、（旧）17番 - 19番のりばは引き続き愛宕上杉通沿いのポールを使用していた。2023年4月1日の仙台駅西口駅前広場再整備事業の完了に伴い、仙台ロフト前にあった旧17番 - 19番ポールは廃止され、従来発着していた路線は27番・28番（仙台ロフト南側）に移動した（これにより、それまで27番・28番のりばに発着していた路線の一部は西口バスターミナルに移動している）。

### 仙台TRビル（旧LABI仙台）前
| のりば | バス会社     | 行き先 |
| ------ | ------------ | --- |
| 60     | 仙台市営バス | [K210] - [K610]広瀬通駅・県庁市役所経由交通局東北大学病院 [J200] - [J706]広瀬通駅・定禅寺通市役所経由交通局東北大学病院 [X200]定禅寺通市役所・交通局東北大学病院経由八幡町・川内（営） |

### ほうげつビル前（青葉通）
| のりば | バス会社       | 行き先                                                                                     | 備考          |
| ------ | -------------- | ------------------------------------------------------------------------------------------ | ------------- |
| 61     | （現在不使用） |                                                                                            |               |
| 62     | 宮城交通       | 県庁市役所                                                                                 |               |
| 63     | タケヤ交通     | （秋保・川崎 仙台西部ライナー）秋保・釜房・みちのく公園 （エアポートリムジンバス）仙台空港 | [ 12 ] [ 13 ] |

### 青葉通プラザ前（青葉通）

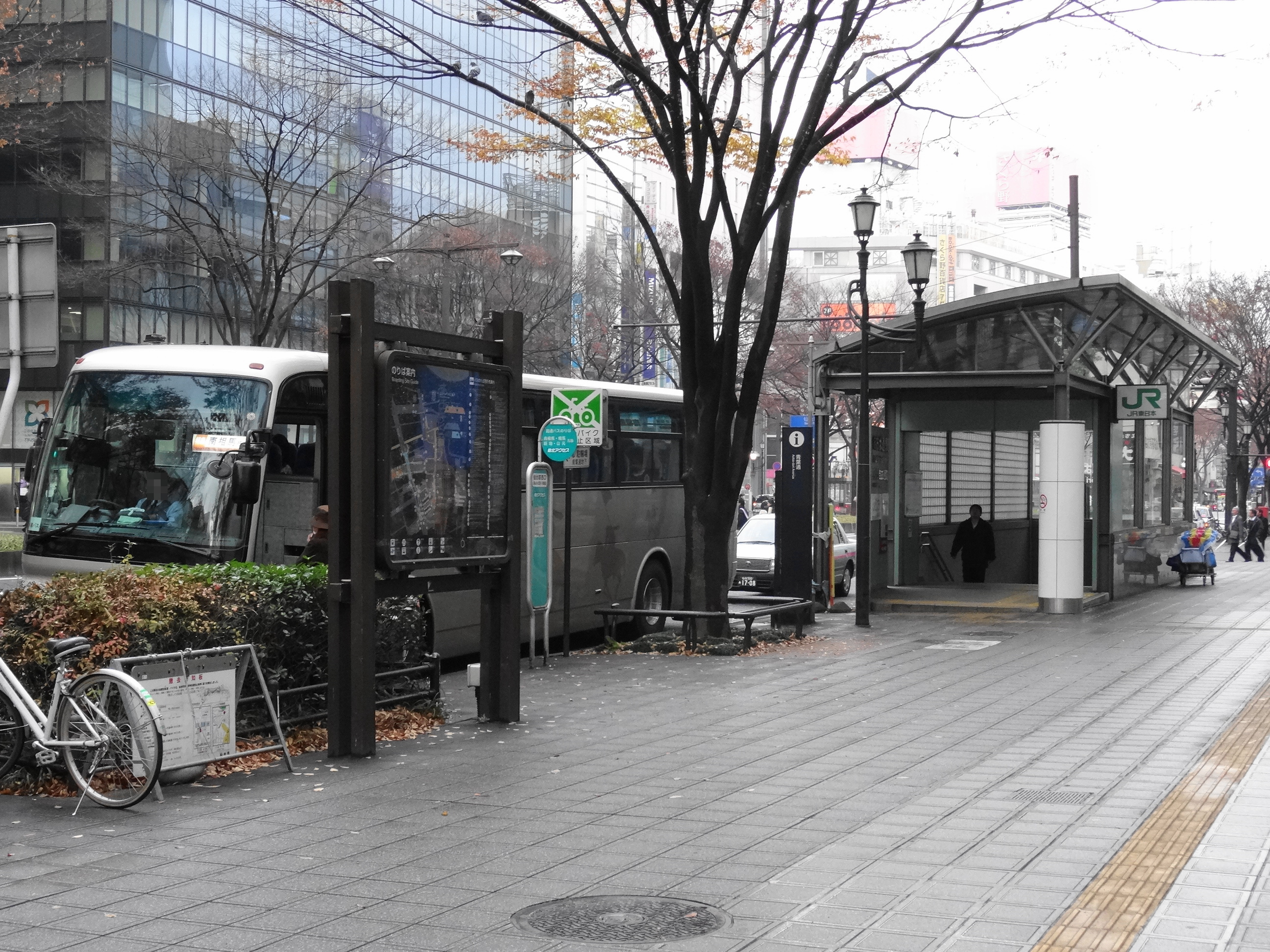
64のりば（東北アクセス）

| のりば | バス会社     | 行き先   | 出典・備考 |
| ------ | ------------ | -------- | ---------- |
| 64     | 東北アクセス | 降車専用 | [ 14 ]     |

東北アクセスの停留所名は「あおば通駅」

### 三菱UFJ銀行前（青葉通）
| のりば     | バス会社     | 行き先 |
| ---------- | ------------ | --- |
| あおば通駅 | 仙台市営バス | [S110] - [S999] 仙台駅前 |
| 50         | 宮城交通     | アウトレット仙台港経由仙台港フェリーターミナル 広瀬通駅経由県庁市役所（八木山から） |
| 50         | 仙台市営バス | [200]原町・宮城野区役所・福田町経由蒲生・なかの伝承の丘 [205]原町・宮城野区役所・福田町経由高砂市営住宅西 [207]原町・扇町六丁目経由東部工場団地・荒井駅 [230]花京院・国立病院経由小鶴新田駅 [X230]花京院・国立病院経由小鶴新田駅・東仙台（営） [233]花京院・国立病院・卸町会館経由小鶴新田駅 [X233]花京院・国立病院・卸町会館経由小鶴新田駅・東仙台（営） |
| 51         | 仙台市営バス | [X210]原町・宮城野区役所経由東仙台（営） [210]原町・宮城野区役所・東仙台経由岩切駅 [211]原町・宮城野区役所・東仙台経由岩切分台二丁目 [215]原町・宮城野区役所・平成経由新田二丁目東 |

30、31は再編で20ずつ増えた番号になったため、30番は欠番となっている（31は、以前の31-2の枝番が外れる形になったため、31番自体は別位置にある）。

### 須田ビル前（愛宕上杉通）
| のりば | バス会社     | 行き先                   |
| ------ | ------------ | ------------------------ |
| 52     | 愛子観光バス | 愛子駅前経由錦ヶ丘六丁目 |

### 旧仙台東洋ビル前（愛宕上杉通）
| のりば   | バス会社     | 行き先   |
| -------- | ------------ | -------- |
| 番号なし | 愛子観光バス | 降車専用 |

2007年3月18日から2008年2月29日まで仙台空港リムジンバス（愛子観光バス）乗車バス停として利用されていた（当時は、29-3番ポール）。

### 旧さくら野百貨店前（青葉通）
| のりば | バス会社                | 行き先                                                                                                   |
| ------ | ----------------------- | --- |
| 31     | 東日本急行 ミヤコーバス | （高速）登米市役所                                                                                       |
| 32     | 東日本急行              | （高速）とよま総合支所 （高速）栗原市金成庁舎 （高速）一迫総合支所 （高速）一ノ関 平泉・中尊寺 ※季節運行 |
| 33     | ミヤコーバス            | （特急）村田・蔵王                                                                                       |
| 34     | 宮城交通                | 宮城野原・医療センター                                                                                   |
| 35     | 宮城交通 ミヤコーバス   | 降車専用                                                                                                 |

36 - 39：以前は東口側のバスプールで使われていたが、整備後に新ポール番号が割り振られたため、欠番となっている。
以前は東日本急行の自動券売機がさくら野百貨店（2017年2月27日閉店）入口に設置されていたが、同店の閉店に伴い、自動券売機は同年5月31日をもって撤去された。

### 宮交仙台高速バスセンター（広瀬通）
| のりば | バス会社                                                 | 行き先                                                                   |
| ------ | -------------------------------------------------------- | ------------------------------------------------------------------------ |
| 40     | ミヤコーバス                                             | （高速）南三陸経由気仙沼                                                 |
| 40     | 宮城交通 弘南バス 十和田観光電鉄                         | （ブルーシティ号）青森                                                   |
| 40     | 宮城交通 JRバス東北 弘南バス                             | （キャッスル号）弘前                                                     |
| 40     | 宮城交通 JRバス東北 秋田中央交通                         | （仙秋号）秋田                                                           |
| 40     | 宮城交通 東日本急行 JRバス東北 岩手県交通 岩手県北自動車 | （アーバン号）盛岡                                                       |
| 40     | 宮城交通 岩手県交通                                      | （高速）大船渡・釜石                                                     |
| 40     | 宮城交通 岩手県北自動車                                  | （高速）気仙沼・宮古                                                     |
| 40     | 宮城交通 庄内交通 山交バス                               | （SSライナー号・夕陽号）鶴岡・酒田                                       |
| 40     | 庄内交通 羽後交通                                        | （高速）本荘                                                             |
| 40     | 宮城交通 JRバス東北 福島交通                             | （高速）福島                                                             |
| 40     | 宮城交通 福島交通                                        | （高速）郡山・須賀川                                                     |
| 40     | 宮城交通・京成バス千葉イースト                           | （ザ・サンライナー号）東京・成田空港                                     |
| 40     | 京成バス千葉イースト                                     | （ポーラスター号）柏・西船橋・成田空港 ※運休中                           |
| 40     | 宮城交通 京王バス                                        | （広瀬ライナー号）新宿・渋谷                                             |
| 40     | 宮城交通 名鉄バス                                        | （青葉号）浜松・名古屋                                                   |
| 40     | 宮城交通 近鉄バス                                        | （フォレスト号）京都・梅田・湊町BT・USJ                                  |
| 40     | WILLER EXPRESS                                           | バスタ新宿 池袋サンシャイン・バスタ新宿 バスタ新宿・東京ディズニーランド |

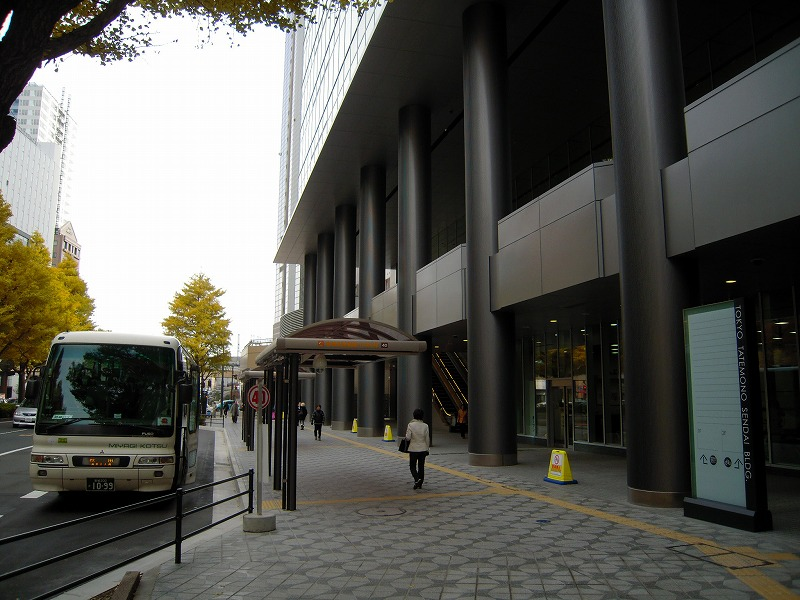
宮交仙台高速バスセンター（東京建物仙台ビル1階）

到着便（気仙沼線・釜石線・新宿渋谷線・成田空港線を除く昼行便）は、当バスセンターの向かい側（アジュール前）に到着する。
東京建物仙台ビル完成により、JR仙台駅西口から交差点を平面横断することなく、AER経由で直接ペデストリアンデッキで来ることができるようになった。
当初は、宮城交通高速バスセンターとして開業した経緯から、宮城交通及び共同運行社（宮城交通が共同運行から離れて、相手先の単独運行などに変更されたケースを含む）専用として使用されていたが、2015年10月1日より、WILLER EXPRESSののりばが東口の公道上（現在の81番のりば）から40番ポールに変更された。

### 宮城林産ビル前（広瀬通）
40-2は、かつて富士交通（のちの帝産富士交通、現在廃業）と共同運行の桜交通の高速バスが発着していた。

### 東北急行バス仙台営業所（広瀬通）
| のりば | バス会社     | 行き先                                                                       |
| ------ | ------------ | ---------------------------------------------------------------------------- |
| 41     | 東北急行バス | （ニュースター号・ホリデースター号）東京スカイツリー北・東京・東京テレポート |

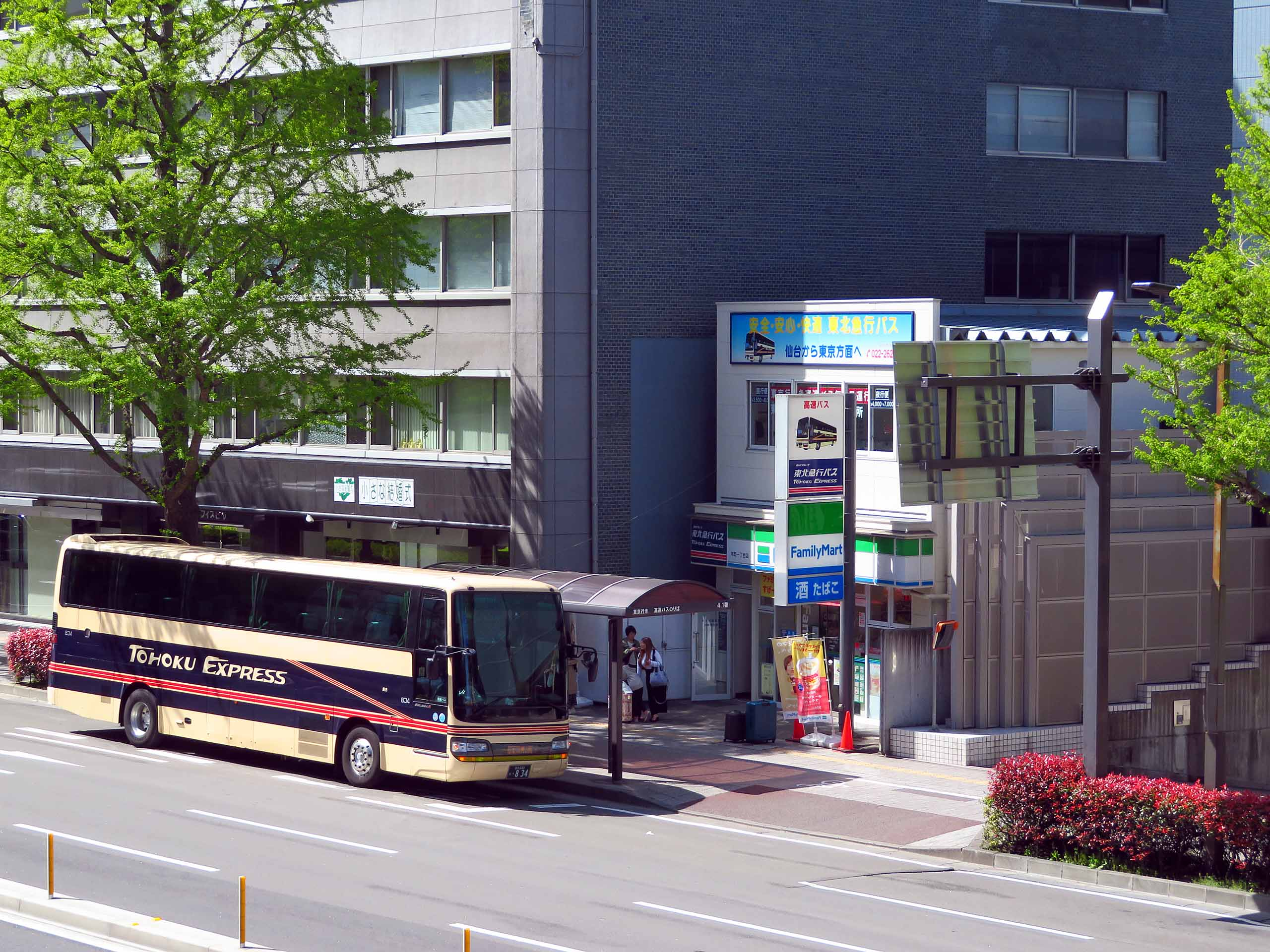
東北急行バス仙台営業所（ファミリーマート2階）

40番のりばの向かいに位置する。1階はファミリーマート本町1丁目店になっており、2階に発券所と待合所がある。ここを発着する路線は22番のりばにも停車する。

### 降車場

#### 仙台市営バス
仙台駅前（駅前通）降車場
2015年12月6日より供用開始。電力ビル前経由、青葉通経由、広瀬通経由、花京院経由の仙台駅前終着便が使用する。タクシープールに隣接していることから、バス降車後はスムーズにJR仙台駅1階にアクセスができ、JR各線に乗り換えることができる。また、仙台駅西口中央地下歩道に接続し、地下鉄各線に乗り換えることができる。さらに、ペデストリアンデッキとも直結している。
仙台駅前（仙台プレイビル前）降車場
JR東日本前（旧東日本鉄道前）経由の仙台駅前終着便が使用。降車場のすぐそばにペデストリアンデッキがあるため、JR仙台駅・エスパル方面へのアクセスが便利である（但し、この方面から来るバスの多くは県庁市役所、定禅寺通市役所、交通局東北大学病院方面行となるため停車する便は少ない）。

#### 宮城交通
仙台ナナイロ前降車場
上杉方面からの終着便が停車する。
旧さくら野百貨店前降車場
北仙台・八木山方面からの終着便が停車する（34 - 35番バス停）。

## 仙台駅東口

### 東口バスプール
72番のりば後方にJRバス東北の仙台駅東口バス案内所がある。
仙台駅東口に発着する便のうち、一部他社便（宮城交通とその共同運行会社を含む）については、発券業務を含む窓口対応は行っていないが、かつてJRバス東北が運行していた路線を継続する旧共同運行先の便は、発券業務のみ受託している。

#### 高速バス乗り場
| のりば | バス会社                                      | 行き先 |
| ------ | --------------------------------------------- | --- |
| 71     | JRバス東北 西日本JRバス                       | （百万石ドリーム政宗号）富山駅・金沢駅 |
| 71     | JRバス東北 京成バス千葉イースト               | 東京駅・東京ディズニーランド・成田空港 |
| 72     | JRバス東北 JRバス関東（東京駅行き臨時便のみ） | （仙台・羽田号／仙台・新宿号／ドリーム仙台・新宿号／ドリーム仙台・新宿横浜号／ドリーム仙台・大宮新宿号／ドリーム仙台・東京成田号）大宮駅西口・王子駅前・池袋駅東口・バスタ新宿・羽田空港・横浜駅東口 （仙台・東京号／ドリーム仙台・東京号）東京駅 |
| 72     | JRバス東北 山交バス                           | （高速）米沢 |
| 72     | JRバス東北 会津乗合自動車                     | （高速）会津若松 |
| 72     | JRバス東北 新潟交通                           | （WEライナー）新潟 |
| 72     | WILLER EXPRESS 東北アクセス                   | さいたま新都心・池袋サンシャイン・バスタ新宿・バスターミナル東京八重洲・新木場駅・東京ディズニーランド |
| 73     | 秋北バス                                      | （高速）鹿角花輪・大館 |
| 73     | JRバス東北 羽後交通                           | （グリーンライナー号）横手・湯沢・大曲 |
| 73     | JRバス東北 岩手県北自動車 岩手県交通          | （アーバン号）盛岡駅西口 |
| 73     | JRバス東北                                    | （キャッスル号）弘前バスターミナル |
| 73     | 岩手県交通                                    | （けんじライナー）北上・花巻・花巻温泉 |
| 73     | 宮城交通 岩手県北自動車                       | （高速）気仙沼・宮古 |
| 74     | 南部バス 十和田観光電鉄                       | （うみねこ号）八戸 |
| 74     | 新常磐交通                                    | （高速）常磐富岡・広野・いわき駅・小名浜 |
| 74     | 日本中央バス                                  | （仙台ライナー） 佐野・館林・太田・桐生・伊勢崎・前橋駅・高崎・前橋バスセンター |
| 74     | 東北アクセス                                  | （高速）相馬・南相馬 |
| 75     | 全バス会社                                    | 降車専用 |
| 76     | 仙台市営バス                                  | 楽天モバイルパーク宮城シャトルバス |
| 76     | 山交バス                                      | （高速）山形蔵王 ※季節運行 |
| 77     | 全バス会社                                    | 降車専用 |

#### 観光・送迎バス乗り場
| バス会社 | 行き先                                     |
| -------- | ------------------------------------------ |
| 宮城交通 | （しろくま号）えぼしスキー場（冬季臨時便） |
| 庄内交通 | スパリゾートハワイアンズ（期間限定便）     |

観光・送迎バスのりばでは、貸切バスの一時停車を受け持つ他、市内近郊の温泉地やホテルなどの送迎バスが発着している。2010年代初頭に、西口にあった貸切バスのプールをタクシーや路線バス（仙台市営バスの降車場）に振り分け、東口に集約している。
現在のバスプールが整備される前は36 - 39、2015年の再編前は42 - 47が割り当てられていたが、現在は40番台当時の数字に30を足した番号が割り当てられている。

### ヨドバシ仙台第一ビルバスターミナル
| のりば | バス会社                         | 行き先                                                                      |
| ------ | -------------------------------- | --------------------------------------------------------------------------- |
| 80     | 桜交通                           | 大宮駅西口・さいたま新都心駅西口・バスタ新宿                                |
| 80     | 桜交通                           | （キラキラ号）バスタ新宿・桜木町駅東口・高速バス海老名                      |
| 80     | 桜交通                           | （散策バス）東京駅鍛冶橋 （散策バス）バスタ新宿                             |
| 80     | 青木バス                         | （あおぞらライナー） 名古屋・三重（四日市・亀山・津・松阪・宇治山田・多気） |
| 80     | オー・ティー・ビー               | （オリオンバス）東京駅・東京ディズニーランド                                |
| 80     | ジャムジャムエクスプレスグループ | バスタ新宿 東京駅八重洲口 京都駅八条口・梅田駅・USJ・神戸三宮               |
| 80     | サンライズカンパニー             | （アミー号） 安田IC・新潟駅南口・新発田                                     |
| 80     | さくら観光バス                   | （ミルキーウェイエクスプレス）東京駅・大宮駅                                |
| 80     | 東京富士交通                     | （ナイトライナー）バスタ新宿・東京駅                                        |
| 80     | 千葉みらい観光バス               | （KBライナー）東京駅                                                        |

2023年6月2日、ヨドバシ仙台第一ビルの開業にあわせ使用開始。バスベイと待合室が設けられ、それまで「さくらバスターミナル」や路上バス停を使用していた路線が発着する。